# Renault Laguna
El Renault Laguna és un automòbil produït pel fabricant francès Renault. El primer Laguna es va llançar el 1993, la segona generació es va llançar el 2001, i la tercera generació es va posar a disposició per a la venda a l'octubre de 2007. La segona generació, fabricada entre la primavera del 2001 i la tardor del 2007, fou el primer cotxe a treure cinc estrelles (segons els criteris d'aquell temps) en la prova Euro NCAP.
Els models de turismes Renault de producció regular no estan relacionats amb el cotxe del mateix nom, el Laguna, un roadster de dos seients mostrat pel fabricant d'automòbils durant l'Act Show de circuit europeu de 1990. El nom també va ser utilitzat anteriorment 1973-1976 per Chevrolet per a un model Chevelle més alt de la línia, el Chevrolet Chevelle Laguna.